# ماجراهای گالیور
ماجراهای گالیور مجموعهٔ کارتونی است که در سال ۱۹۶۸ توسط یک شرکت آمریکایی تولید شد. این مجموعه بر اساس یک رمان
به نام سفرهای گالیور نوشتهٔ جاناتان سویفت نویسندهٔ ایرلندی تهیه گردید.
داستان این مجموعه از این قرار است که گالیور همراه با پدر و سگش «تگ» عازم سفر هستند. پدر گالیور قصد دارد به جزیره‌ای برود که سالها پیش در آن‌جا گنج عظیمی مدفون شده است. در کشتی مردی به نام «لیچ» به پدر گالیور حمله‌ور میشود و او را مجروح میسازد. پدر گالیور به گالیور میگوید که این شخص به دنبال نقشه گنجی است که آنها با خود دارند. در همین اثنا طوفانی درمیگیرد و کشتی غرق میشود. گالیور و سگش میتوانند خود را نجات دهند و به جزیره که اهالی آن مردمانی کوچک هستند بروند. این شهر لی‌لی‌پوت نام دارد. گالیور و سگش در ابتدا به وسیلهٔ ساکنان این شهر دستگیر می‌شوند اما بعداً تبدیل به دوستان خوبی می‌گردند و گالیور با کمک آنها به جستجوی پدرش و همچنین گنجی که نقشه‌اش را پدرش به او داده بود ادامه می‌دهد. در این راه کاپیتان لیچ به عنوان نقش منفی داستان همواره سعی در دزدیدن نقشه دارد.

## پخش در ایران
کارتون ماجراهای گالیور (یا سفرهای گالیور) برای اولین بار در نوروز سال ۱۳۵۷ از شبکه دوم سازمان رادیو و تلویزیون ملی ایران پخش شد. این مجموعه پس از انقلاب با جرح و تعدیل‌هایی چندین بار دیگر نیز بازپخش شد. 
| قسمت | نام اپیزود        | تاریخ پخش               |
| ---- | ----------------- | ----------------------- |
| ۱    | سفر خطرناک        | سه‌شنبه ۱ فروردین ۱۳۵۷   |
| ۲    | دره زمان          | یکشنبه ۶ فروردین ۱۳۵۷   |
| ۳    | اسارت             | سه‌شنبه ۸ فروردین ۱۳۵۷   |
| ۴    | وایکینگهای کوچولو | یکشنبه ۱۳ فروردین ۱۳۵۷  |
| ۵    | چشمه ممنوع        | یکشنبه ۲۰ فروردین ۱۳۵۷  |
| ۶    | دردسرهای لی‌لی‌پوت  | یکشنبه ۲۷ فروردین ۱۳۵۷  |
| ۷    | لیچ می‌رود         | این قسمت پخش نشد        |
| ۸    | جزیره گردباد      | یکشنبه ۳ اردیبهشت ۱۳۵۷  |
| ۹    | جنگل اسرارآمیز    | یکشنبه ۱۰ اردیبهشت ۱۳۵۷ |
| ۱۰   | مرد سال           | یکشنبه ۱۷ اردیبهشت ۱۳۵۷ |
| ۱۱   | نجات              | یکشنبه ۲۴ اردیبهشت ۱۳۵۷ |
| ۱۲   | خواب عمیق         | یکشنبه ۳۱ اردیبهشت ۱۳۵۷ |
| ۱۳   | فراری             | یکشنبه ۷ خرداد ۱۳۵۷     |
| ۱۴   | بالماسکه          | یکشنبه ۱۴ خرداد ۱۳۵۷    |
| ۱۵   | سرقت تاج          | یکشنبه ۲۱ خرداد ۱۳۵۷    |
| ۱۶   | مبارزه            | یکشنبه ۲۸ خرداد ۱۳۵۷    |
| ۱۷   | قهرمان            | یکشنبه ۴ تیر ۱۳۵۷       |

## صداپیشگان
در دوبلهٔ پارسی این اثر هنرمندان زیر شرکت داشته‌اند:
| نقش             | دوبلُر          |
| سرپرست گویندگان | اکبر منانی     |
| گالیور          | شهاب عسگری     |
| کاپیتان لیچ     | شهروز ملک‌آرایی |
| گلام            | اکبر منانی     |
| ایگل            | ظفر گرایی      |
| بانکو           | مهدی آژیر      |
| فلرتیشیا        | مینو غزنوی     |

اکبر منانی مدیر دوبلاژ این انیمیشن و گوینده نقش گلام در مورد چگونگی طراحی صدای این نقش می‌گوید: من همیشه بر این باور بودم برای طراحی صدا مناسب برای کاراکترهایم به دنبال مصداق عینی برای آن باشم. به‌طور مثال برای طراحی صدای کاراکتر گلام که مدام از عبارت «من می‌دونم» بهره می‌برد به دوران کودکی ام مراجعه کردم. هیچ وقت یادم نمی‌رود در آن دوران گدایی با یک شنل بلند و گردن کوتاه، بسیاری وقت‌ها به در خانه ما می‌آمد و می‌گفت: بده در راه خدا و آن لحنی که این جمله را ادا می‌کرد به شدت برای من جالب بود و در ذهن من نقش بست. وقتی برای اولین بار کاراکتر گلام را دیدم فوری آن لحن صدا و شخصیت در ذهن من شکل گرفت به گونه‌ای که تصمیم گرفتم از آن بهره گیرم.
این انیمیشن مجدداً در سال ۱۳۸۹ به دلیل بی‌کیفیت شدن دوبله قبلی توسط اکبر منانی و با گروه جدیدی از صداپیشگان دوبله شد.